# Villy-en-Trodes
Villy-en-Trodes é uma comuna francesa na região administrativa de Grande Leste, no departamento de Aube. Estende-se por uma área de 17,91 km². Em 2010 a comuna tinha 256 habitantes (densidade: 14,3 hab./km²).